# Crouzilles
Crouzilles település Franciaországban, Indre-et-Loire megyében. Lakosainak száma 530 fő (2022. január 1.). Crouzilles Avon-les-Roches, Crissay-sur-Manse, L’Île-Bouchard, Panzoult, Parçay-sur-Vienne, Saint-Épain, Theneuil és Trogues községekkel határos.

## Népesség
A település népességének változása:
| Lakosok száma | 655  | 453  | 540  | 548  | 563  | 550  | 531  | 535  | 529  | 530  |
|               | 1968 | 1982 | 1990 | 2006 | 2013 | 2015 | 2017 | 2019 | 2020 | 2022 |